# Ammophila brevipennis
Ammophila brevipennis är en biart som beskrevs av Charles Thomas Bingham 1897. Ammophila brevipennis ingår i släktet Ammophila och familjen grävsteklar. Inga underarter finns listade i Catalogue of Life.